# Neil L. Andersen

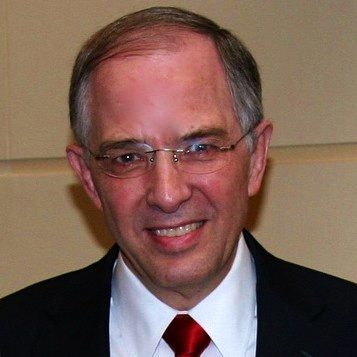
Neil L. Andersen (2011)

Neil Linden Andersen (* 9. August 1951 in Logan, Utah) ist ein Apostel der Kirche Jesu Christi der Heiligen der Letzten Tage und seit 2009 Mitglied des Kollegiums der Zwölf Apostel.

## Leben
Andersen war das dritte von fünf Kindern. Nach einer kurzen Zeit in seinem Geburtsort und später in Colorado wuchs er in Pocatello, Idaho auf, wo sein Vater als Milchbauer zu arbeiten begann. Andersen studierte an der Brigham Young University in Provo, Utah, erhielt dort 1975 einen Bachelor-Abschluss und setzte sein Studium an der Harvard Business School, einer Graduate School der Harvard University in Cambridge, Massachusetts, fort. 1977 erhielt er dort einen Master of Business Administration und ließ sich nun nach Beendigung seines Studiums in Tampa, Florida nieder.
Von 1989 bis 1992 war er Präsident der Mission seiner Kirche in Bordeaux, Frankreich. Bereits als junger Mann war er von 1970 bis 1972 in Frankreich als Missionar tätig gewesen. Im April 1993 wurde er in das 1. Kollegium der Siebzig aufgenommen. Ab 2005 gehörte er zusätzlich der Präsidentschaft der Siebzig an. Am 4. April 2009 wurde Andersen von Thomas S. Monson zum Apostel der Kirche Jesu Christi der Heiligen der Letzten Tage berufen und rückte damit für den im Dezember 2008 verstorbenen Joseph B. Wirthlin in das Kollegium der Zwölf Apostel nach.
Andersen lernte seine spätere Ehefrau während seines Studiums an der Brigham Young University kennen. Im März 1975 heiratete die beiden im Salt-Lake-Tempel. Aus der Ehe gingen vier Kinder hervor.